# Poiseul-la-Grange
Poiseul-la-Grange és un municipi francès, situat al departament de la Costa d'Or i a la regió de Borgonya - Franc Comtat. L'any 2007 tenia 72 habitants.

## Demografia

### Població
El 2007 la població de fet de Poiseul-la-Grange era de 72 persones. Hi havia 32 famílies, de les quals 12 eren unipersonals (12 homes vivint sols), 4 parelles sense fills, 12 parelles amb fills i 4 famílies monoparentals amb fills.
La població ha evolucionat segons el següent gràfic:
Habitants censats

### Habitatges
El 2007 hi havia 62 habitatges, 32 eren l'habitatge principal de la família, 20 eren segones residències i 10 estaven desocupats. 59 eren cases i 3 eren apartaments. Dels 32 habitatges principals, 23 estaven ocupats pels seus propietaris, 7 estaven llogats i ocupats pels llogaters i 2 estaven cedits a títol gratuït; 1 tenia una cambra, 1 en tenia dues, 1 en tenia tres, 11 en tenien quatre i 18 en tenien cinc o més. 28 habitatges disposaven pel capbaix d'una plaça de pàrquing. A 21 habitatges hi havia un automòbil i a 7 n'hi havia dos o més.

### Piràmide de població
La piràmide de població per edats i sexe el 2009 era:
| Homes | Edats   | Dones |
| ----- | ------- | ----- |
| 0     | 95 o +  | 0     |
| 0     | 90 a 94 | 0     |
| 0     | 85 a 89 | 4     |
| 0     | 80 a 84 | 0     |
| 0     | 75 a 79 | 4     |
| 4     | 70 a 74 | 4     |
| 0     | 65 a 69 | 4     |
| 0     | 60 a 64 | 0     |
| 0     | 55 a 59 | 0     |
| 4     | 50 a 54 | 0     |
| 4     | 45 a 49 | 8     |
| 4     | 40 a 44 | 4     |
| 4     | 35 a 39 | 0     |
| 0     | 30 a 34 | 4     |
| 4     | 25 a 29 | 0     |
| 0     | 20 a 24 | 0     |
| 0     | 15 a 19 | 4     |
| 0     | 10 a 14 | 0     |
| 4     | 5 a 9   | 0     |
| 4     | 0 a 4   | 8     |

## Economia
El 2007 la població en edat de treballar era de 45 persones, 34 eren actives i 11 eren inactives. De les 34 persones actives 29 estaven ocupades (20 homes i 9 dones) i 5 estaven aturades (1 home i 4 dones). De les 11 persones inactives 4 estaven jubilades, 1 estava estudiant i 6 estaven classificades com a «altres inactius».
Activitats econòmiques
Dels 5 establiments que hi havia el 2007, 1 era d'una empresa extractiva, 1 d'una empresa de fabricació d'altres productes industrials, 1 d'una empresa de construcció i 2 d'empreses de serveis.
Dels 2 establiments de servei als particulars que hi havia el 2009, 1 era un electricista i 1 veterinari.
L'any 2000 a Poiseul-la-Grange hi havia 7 explotacions agrícoles que ocupaven un total de 1.211 hectàrees.

## Poblacions més properes
El següent diagrama mostra les poblacions més properes.